# Kokotec
Kokotec je priimek v Sloveniji, ki ga je po podatkih Statističnega urada Republike Slovenije na dan 1. januarja 2010 uporabljalo 63 oseb.

## Znani nosilci priimka
- Majda Kokotec-Novak (*1947), ekonomistka
- Peter Kokotec, rock glasbenik